# Jonnie Boer
Pour les articles homonymes, voir Boer.
Jonnie Boer (né le 9 janvier 1965 à Giethoorn (Overijssel) et mort le 23 avril 2025 à Bonaire (îles ABC)) est un chef cuisinier néerlandais et propriétaire du restaurant trois étoiles De Librije à Zwolle aux Pays-Bas. Reconnu pour son approche innovante et son utilisation de produits locaux, il a joué un rôle majeur dans le développement de la gastronomie néerlandaise.

## Biographie

### Jeunesse et formation
Jonnie Boer naît à Giethoorn, un village connu pour ses canaux. Fils d’une famille liée à la pêche, il développe tôt un intérêt pour les produits locaux comme l’anguille ou le sandre. Il suit une formation à l’école culinaire de Groningue et commence sa carrière à 17 ans au restaurant De Boerderij à Amsterdam, sous la direction du chef Ruud Wunneberg.

### Début de carrière

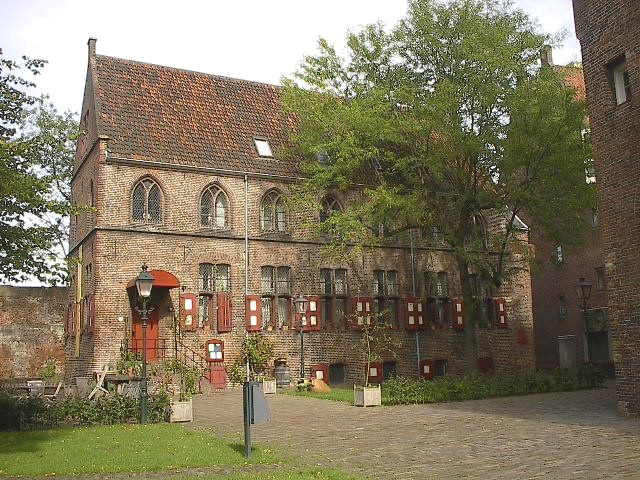
Restaurant De Librije dans le centre historique de Zwolle.

Après la fermeture de De Boerderij en 1985, Jonnie Boer retourne à Giethoorn. En 1987, il rejoint le restaurant De Librije à Zwolle, où il devient chef de cuisine en 1989. En 1992, avec sa femme Thérèse Boer, il rachète l’établissement. Sous sa direction, le restaurant obtient sa première étoile Michelin en 1993, une deuxième en 1998, et une troisième en 2004.

### Style culinaire
Inspiré par la nature, Jonnie Boer privilégie les produits locaux et de saison, collaborant avec des producteurs locaux. Sa cuisine, à la fois créative et ancrée dans les traditions néerlandaises, lui vaut une reconnaissance internationale,.

### Entreprises
Outre De Librije, Jonnie et Thérèse Boer possèdent plusieurs établissements à Zwolle, dont Brass Boer Thuis (2019), Senang (cuisine asiatique), et Brasserie Jansen. Ils gèrent également des restaurants Brass Boer et Senang à Bonaire et Curaçao, ainsi que Librije’s Hotel et Librije’s Atelier (école de cuisine et de vin) à Zwolle.

### Influence et distinctions
Jonnie Boer a marqué la gastronomie néerlandaise par ses livres culinaires, ses collaborations (notamment avec KLM pour les repas en business class depuis 2010), et le développement de mélanges d’épices pour Euroma. En 2013, il reçoit avec Sergio Herman le Grand Prestige Award de Gault et Millau pour son impact sur la cuisine néerlandaise.

### Controverses
En 2011, le journal local De Stentor rapporte des difficultés financières pour le groupe Librije, touchée par la récession économique. Jonnie Boer dément les rumeurs de vente forcée du restaurant Koperen Kees, expliquant que sa cession à Sander Dol était une décision stratégique,.

### Vie privée et mort
Marié à Thérèse Boer, Jonnie Boer est père de deux enfants (un fils né en 2000 et une fille en 2003). Passionné par la nature, il y puisait l’inspiration pour ses plats. Il meurt le 23 avril 2025 à Bonaire d’une embolie pulmonaire, à l’âge de 60 ans,.

## Publications
- Puur : Restaurant De Librije, Zwolle (1997, néerlandais)[4]
- Puurder : Restaurant De Librije, Zwolle (2001, néerlandais et anglais)[4]
- Puur Natuurlijk : Restaurant De Librije, Zwolle (2003, néerlandais)[14]
- De Librije : puur eten & drinken (2005, néerlandais)[15]
- Purer: The Cooking, Wine & Spirits Bible (2006, anglais)[16]
- Pure Passie (2009, néerlandais)[17]
- Puurst (2012, néerlandais)[18]
- Paddenstoelen (2018, néerlandais)[19]
- Jonnie & Thérèse thuis (2018, néerlandais)[20]